# Le Giovani Marmotte e la danza "antiscolastica"
Le Giovani Marmotte e la danza "antiscolastica" (Storm Dancers) è una storia a fumetti scritta da Carl Barks e disegnata da Kay Wright. Venne pubblicata nel 1972 e Daan Jippes ne realizzò una nuova versione nel 1992 pubblicata in Italia come Le Giovani Marmotte e la danza tempestosa.

## Trama
Qui, Quo, Qua, generali delle Giovani Marmotte, iniziano a fare una danza della pioggia per intasare i canali di scolo della scuola e saltare così un giorno di lezione. Purtroppo verrà giù un ciclone che sconvolgerà l'intera città, distruggendo anche la scuola. Passata la tempesta, si sentono in colpa per i danni fatti, ma dalle previsioni meteorologiche scoprono che il ciclone era, invece, previsto.

## Storia editoriale
La rivista Huey, Dewey and Louie Junior Woodchucks, che pubblicava le avventure delle Giovani Marmotte, per un certo periodo vide la collaborazione alternata ai testi di Jerry Siegel e Barks. Soprattutto il secondo, tornato in attività dopo essersi ufficialmente ritirato su richiesta di Chase Craig - a quel tempo curatore editoriale della Western Publishing - realizzò molte storie generalmente disegnate da altri artisti. In particolare questa venne disegnata da Kay Wright e pubblicata sul 12° numero della collana nel gennaio 1972.
Come molte altre storie della carriera, Barks anche in questo caso trae ispirazione da storie e vicende precedenti. Innanzitutto il cortometraggio The Band Concert, del 1935, in cui Topolino e la sua banda, sebbene risucchiati da un tornado, continuando a suonare; l'altra fonte è Il Mago di OZ, film del 1939, in cui Dorothy rimane rinchiusa in casa mentre questa viene trasportata via da un tornado e, affacciandosi alla finestra, vede passare una mucca davanti ai suoi occhi: allo stesso modo una delle GM mungerà una mucca mentre il tornado infuria e porta con sé sia la truppa sia altri oggetti e animali.
Ne venne poi realizzata una nuova versione dal disegnatore Daan Jippes pubblicata sul settimanale olandese Donald Duck il 27 marzo del 1992 e pubblicata in Italia come Le Giovani Marmotte e la danza tempestosa.